# П-25
П-25 — советская катерная противокорабельная ракета, оснащённая твердотопливным маршевым двигателем.
Проект создания ракеты был отменен на этапе проведения испытаний. Включающий её ракетный комплекс не был принят на вооружение ВМФ СССР.

## История создания
Задача по разработке противокорабельных крылатых ракет П-25 была поставлена ОКБ-52 в постановлении ЦК КПСС и Совета Министров СССР № 926-368 от 26 августа 1960 года.
Радиолокационная ГСН для неё разрабатывалась КБ-1, тепловая — НИИ-10, то есть теми же подрядчиками, что и в случае П-15.
Причинами начала этой разработки считаются недостатки принятой на вооружение ВМФ СССР в 1960 году ПКР П-15 (использование токсичного и пожароопасного жидкого топлива, высота маршевого участка полёта в 500 метров и сравнительно большие размеры ангаров, обусловленные тем, что в базовых модификациях консоли крыла ракеты П-15 не складывались), а также невозможность использования базового «Аметиста» в силу его исключительно подводного старта и слишком большой массы для использования на ракетных катерах.
По семилетней судостроительной программе, откорректированной в 1961 году, предполагалось массовое строительство ракетных катеров проекта 205 с ракетами П-25.
Разработка ракеты велась под общим руководством В. Н. Челомея группой конструкторов во главе с А.И. Эйдисом.

## Конструкция
Конструкционно ракета представляла собой уменьшенный вариант П-70 «Аметист» с упрощённым стартовым агрегатом и проектной дальностью в 40 км.
В конструкции ракеты использовался твердотопливный разгонно-маршевый двигатель с двумя шашками аналогичному «Аметисту» составу (по данным исследователя А. Б. Широкорада — с одной шашкой с топливом ЛТС-16К).

## Испытания
При огневых стендовых испытаниях разгонно-маршевого двигателя возникли многочисленные проблемы, связанные с устойчивостью его работы при отрицательных температурах. Также разработчикам на стадии летных испытаний пришлось преодолевать множество сложностей с центровкой ракеты, нарушавшейся при выгорании топлива.
Лётные испытания П-25 изначально шли на полигоне «Песчаная балка» в Крыму. Первый пуск ракеты с береговой пусковой установки КТ-62Б состоялся 16 октября 1962 года и завершился неудачей — в связи со сбоем в электропитании бортовой аппаратуры не включился маршевый двигатель. Последующие 3 пуска с ноября 1962 года по февраль 1963 были успешными, на них была достигнута дальность в 60 км.
Весной 1963 года на судостроительном заводе № 5 в Ленинграде построили опытный ракетный катер проекта 205Э Р-113, имевшего на борту 4 пусковые установки КТ-62К. Первые пуски П-25 с него прошли 28 мая и 20 июня и завершились неудачей. Всего до 21 декабря 1964 года было запущено 12 ракет, которыми цель была поражена в 3 случаях, а ещё в 5 были близкие пролёты или недолёты (которые также считались попаданиями).

## Отмена проекта
После смещения Н. С. Хрущёва со всех постов по инициативе председателя Государственного комитета Совета Министров СССР по оборонной технике Л. В. Смирнова была создана комиссия во главе с М. В. Келдышем по оценке целесообразности проводимых в ОКБ-52 работ. Несмотря на то, что большинство проводимых ОКБ-52 работ были продолжены, работы по комплексу с ракетой П-25 были прекращены.
На решение оказало влияние прекращение работ по погружающемуся ракетному катеру проекта 1231, который должен был получить на вооружение ракеты П-25. Однако по мнению ряда исследователей основной причиной стало изменение оценки ракет конкурирующего проекта П-15. Так за время разработки П-25 ракета П-15 была доработана, получив в версии П-15У раскрывающееся при старте крыло. Также было запланировано применение на П-15М отработанных на П-25 радиолокационной и тепловой головок самонаведения. Остроту вопроса с применением на П-15 опасного жидкого топлива снял полученный к тому времени ВМФ опыт многолетней эксплуатации этих ракет. Таким образом решение по продолжению использования на катерах пр. 205 ракет П-15 оказало решающее влияние на остановку разработки и испытаний ракет П-25.

## Планируемые носители
Планировалось размещение П-25 на ракетных катерах проекта 205 и на погружающемся ракетном катере проекта 1231.

## Тактико-технические характеристики
- Дальность стрельбы: 5-40 км[4]
- Высота полёта: до 50 м[4]
- Система наведения: активная радиолокационная и тепловая ГСН[2]
- Тип боевой части
  - фугасно-кумулятивная[3]

## Оценка проекта
Несмотря на многочисленные проблемы, возникнувшие в ходе создания П-25, в ходе испытаний ракета продемонстрировала дальность стрельбы выше проектной (более 60 км) и способность поражать цели с помощью радиолокационной и тепловой головок самонаведения.
Правильность изначально заложенного в конструкцию П-25 решения по применению раскладывающегося крыла для катерных ракет подтверждает то, что такой механизм был реализован при модернизации основного конкурента — ракеты П-15.
Высокая эффективность разработанных для П-25 радиолокационной и тепловой головок самонаведения подтверждается тем, что уже после закрытия проекта П-25 они были применены для создания модернизированной версии ракеты П-15 — П-15М.
Пользу кораблестроению принесли и работы над носителем, на котором испытывалась П-25 — катером пр. 206Э. Примененная на этом катере схема с носовым подводным крылом и управляемой транцевой плитой была признана перспективной и нашла применение на серийных торпедных и ракетных катерах постройки 1970-х годов — пр. 206М и пр. 206МР.